# Zdravilišče Rogaška
Zdravilišče Rogaška je znano zdravilišče na jugovzhodni meji Slovenije, ki slovi predvsem po termalnih in mineralnih vodah.

## Geografija
Zdravilišče stoji v centru Rogaške Slatine. Mikroklima je zmerno kontinentalna. Srednja letna temperatura  je 9,6ºC, srednja julijska pa 19,7ºC. Jesenski meseci so toplejši od pomladnih. Bližnje gozdnate gore področje zdravilišča varujejo pred močnimi vetrovi.

## Zgodovina
Zdravilišče je nastalo v neposredni bližini vrelcev mineralne vode, ki so v listini salzburškega nadškofa Konrada omenjeni že v 12. stoletju. Glas o zdravilni vodi pa se je razširil ob čudežni ozdravitvi bana Petra Zrinskega leta 1665. Začetek razvoja zdravilišča označuje leto 1676, ko je bilo ob vrelcu postavljeno prvo gostišče.
Mineralna voda iz Rogaške Slatine se je v zdravniški praksi uveljavila leta 1680, ko je vodo opisal dr. Paul Sorbait, ter jo poimenoval Acidulae Roitschenses - rogaška kislica (slatina) po bližnjem starem trgu Rogatec. 
Kljub slovesu vode pa je zdravilišče ohranilo vaški značaj vse do začetka 19. stoletja. Takrat so se stanovi odločili ustanoviti moderno, deželno vodeno zdravilišče ter tako urediti trgovanje z vodo vedno bolj slovečih vrelcev. 
Zdravilišče je pričelo dobivati vedno bolj moderno podobo. Jedro zasnove je klasicističen vrt - park, ob obrobju pa so se z izgradnjo templja nad osrednjim vrelcem, prvega zdraviliškega doma in kopališča Styria zvrstile zdraviliške stavbe. 
Vedno bolj priljubljeno vodo so v zdravilišču polnili v steklenice izdelane na južnih obronkih Boča, ob polovici 19. stoletja so jih prodali že približno 500 000.
Do konca 19. stoletja se je ustanova že tako razširila, da v nasprotju s tradicijo zdravilišč niso namestili zdravnika kot ravnatelja. Zlato dobo, ko je bilo Zdravilišče Rogaška tretje v evropi, sta prekinili svetovni vojni in s tem povezana izguba trga. Pomembnejša dela so se v zdravilišču nadaljevala šele po letu 1951, ko so trajno uredili oskrbo z vodo z vrtinami, da so lahko sledili potrebam ponovno naraščajočega povpraševanja. Zaradi novih zajetij globoko pod zemljo je večina površinskih vrelcev izgubila vodnatost ali pa povsem presahnila.

## Zdravljenje
Zdravilišče je specializirano za oblike zdravljenja kot so: 
- pitne kure z zdravilno mineralno vodo Donat Mg, inhaliranje in peloidne obloge
- medikamentozna terapija
- balneoterapija, fizikalna medicina in rehabilitacija
- medicinska, športna in rekreativna telovadba
- progresivna relaksacijska tehnika po Jacobsonu
- dietna prehrana

Poleg teh pa izvajajo tudi termoterapije, elektroterapije, magnetoterapije, glasbena terapije, akupunkturo in drugo.

#### Indikacije
Bolezeni prebavnih organov (požiralnik, želodca, dvanajstnika, jeter, žolčnih vodov, trebušne slinavke in sladkorne bolezni.

#### Kontraindikacije
Težke funkcionalne poškodbe ledvic, poslabšanje pri duševnih boleznih.

## Naravno zdravilno sredstvo
V zdravstvene namene se uporablja naravna alkalnosalinična, zemnokisla slatina. Najbolj znani vrelci mineralne vode so Tempel, Donat Mg in Styria. Med seboj se razlikujejo po količini ogljikovega dioksida, raztopljenih mineralov in po ionski bilanci.    
- Voda iz vrelca Tempel je hidrokarbonatna, sulfatnokisla, prevladujejo natrij (Na+), kalcij (Ca2+) ter magnezij (Mg2+), s temperaturo na izviru 10,2ºC. Vsebuje 919 mg/l hidrogenkarbonata. Skupni izparilni preostanek znaša 1043 mg/l[10].
- Voda iz vrelca Donat Mg vsebuje v enem litru kar 1040 mg raztopljenega magnezija in 7830 mg hidogenkarbonata. Izvira z 11,2ºC in sušen pri 180ºC pusti 9800 mg izparilnega preostanka[10].

Za namene zdravljenja se uporablja tudi anorganski peloid.

## Terme
Zdravilišče poleg pitja mineralne vode ponuja tudi kopališče - terme. Nekoč delujoče higiensko kopališče se je nahajalo v zgradbi Hidroterapije. Prvi zunanji bazen so postavili v osemdesetih letih dvajsetega stoletja, ter jih kasneje modernizirali v Rogaško Riviero .

## Nastanitev
Hoteli v zdravilišču so del bogate kulturne dediščine.
- Grand Hotel Rogaška se nahaja v Zdraviliškem domu in je gostil pomembneže kot je Franc Ferdinand, Franz Liszt in druge.
- Grand Hotel Donat, ki stoji na ožjem območju vrelca.
- Grand Hotel Sava in v kompleksu povezan hotel Zagreb.
- Hotel Aleksander, skozi zgodovino imenovan tudi Soča, Excelsior, Esplanade. Zgrajen je bil leta 1909 in je namenjen posebnim gostom.
- Hotel Styria, prvi večji hotel v zdravilišču, zgrajen leta 1843.
- Hotel Slovenija, ki ga je zasnoval Plečnikov učenec Vinko Glanz.
- Hotel Strossmayer, v katerem je bival tudi Franc Jožef.
- Hotel Slatina izhaja iz 19. stoletja, prvotno kot Vila Miller.

Poleg naštetih pa je v kraju še več drugih hotelov, počitniških domov in privatnih ležišč.

## Rekreacija
Sprehodi po holtikulturno urejenih parkih, pokriti in odkriti bazeni, tenis, namizni tenis,vožnja s kolesi, lov ribolov, gozdna trim steza itd.